# Walter Segal

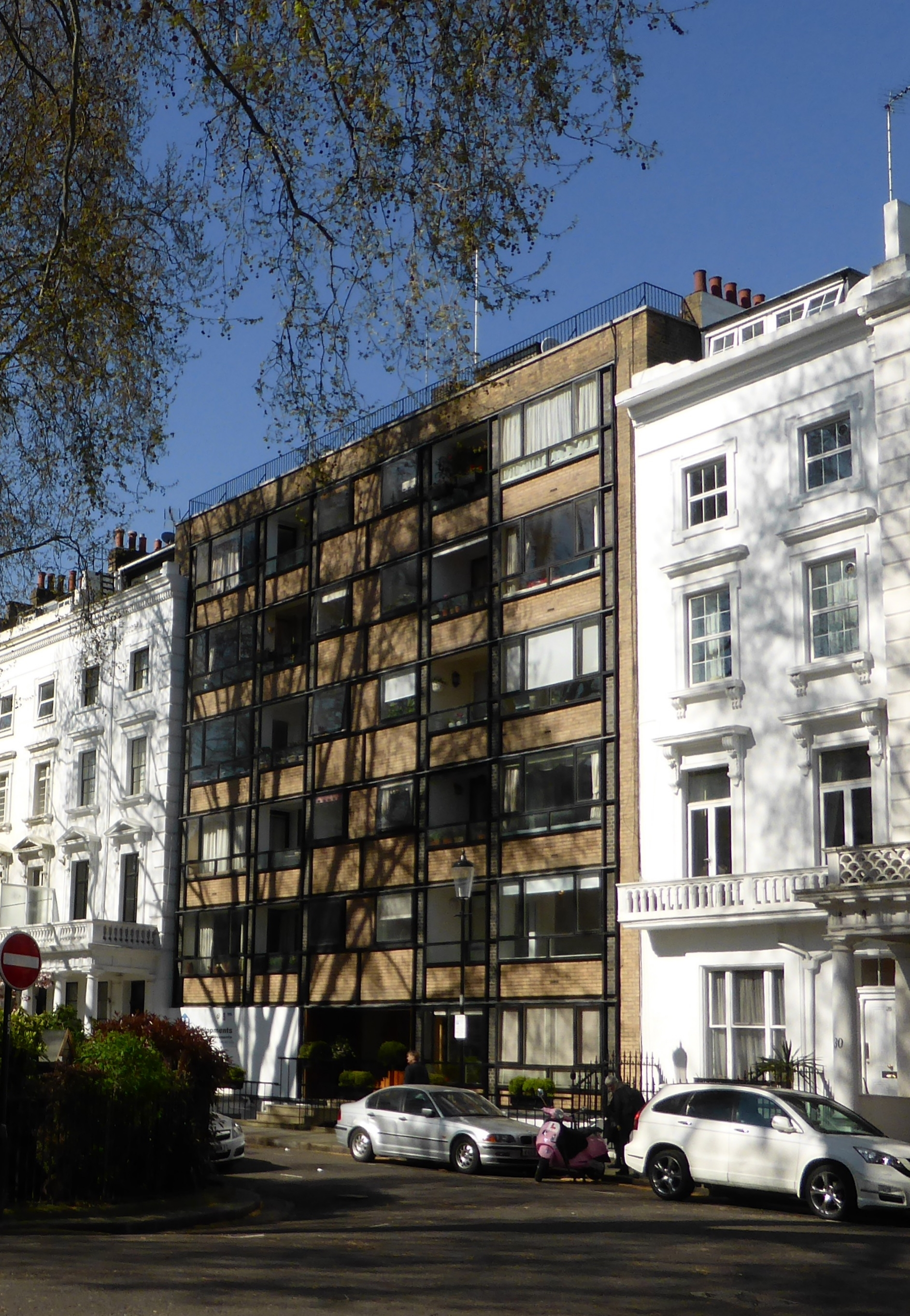
Apartmenthaus in Knightsbridge, London, 1957

Kurt Walter Segal (* 15. Mai 1907 in Charlottenburg; † 27. Oktober 1985 in London) war ein deutsch-britischer Architekt. Er entwickelte ein Systemhaus in Holzrahmenbauweise, bei dem die Bauherren ihr Gebäude mit einfachen Mitteln selbst errichten können.

## Biografie
Kurt Walter Segal wurde am 15. Mai 1907 als Sohn des Kunstmalers Aron Arthur Segal (1875–1944) und seiner Ehefrau Ernestine Erna geb. Charas (* 1879) in der Friedbergstraße 14 in Charlottenburg geboren. Teile seiner Kindheit verbrachte er in der Künstlergemeinschaft des Monte Verità in Ascona. Er studierte in Delft und in Berlin Architektur. Nach dem Studium befasste er sich ein Jahr lang in Kairo mit Ausgrabungen. Dort beschäftigte er sich mit antiken Stühlen und Thronen. Von dort gelangte er Ende 1935 erstmals nach London. Dort setzte er am British Museum seine Studien fort. Wegen ihrer jüdischen Herkunft musste die Familie Segal 1936 aus Deutschland fliehen und ließ sich daraufhin in London nieder. Dort traf er Eva Bradt, seine spätere Frau. Sie war Studentin der Architectural Association School of Architecture, wo er unterrichtete. Mit ihr hatte er einen Sohn (John, geb. 1948). Eva Segal starb 1950. Im Jahr 1963 heiratete er Moran Scott.

## Werk
Seinen ersten architektonischen Auftrag erhielt Walter Segal von dem Kunstsammler Bernhard Mayer, einem Freund seines Vaters. Für ihn entwarf er eine hölzerne Ferienhütte in Ascona. Sein erster großer Auftrag war ein Apartmenthaus in London im Jahr 1948. Mit seiner zweiten Frau erweiterte er ihr Haus in Highgate für die Familie und entwickelte hierfür erstmals eine günstige DIY-Methode. Die Bauweise diente als Beispiel für zahlreiche Gebäude in Großbritannien. Ab 1970 entstanden in Lewisham zwei öffentlich geförderte Siedlungen nach seinem Konzept: Segal Close und Walters Way.

## Veröffentlichungen
- Walter Segal: Home and Environment. Leonard Hill, 1948/1953
- Walter Segal: Planning and Transport: Their Effects on Industry and Residence Dent. For the Cooperative Permanent Building Society, 1945
- Walter Segal: Learning from the Self-Builders (Audiobook). World Microfilms Publications Ltd, 1983